# 巴托多禄茂·德拉伽塔

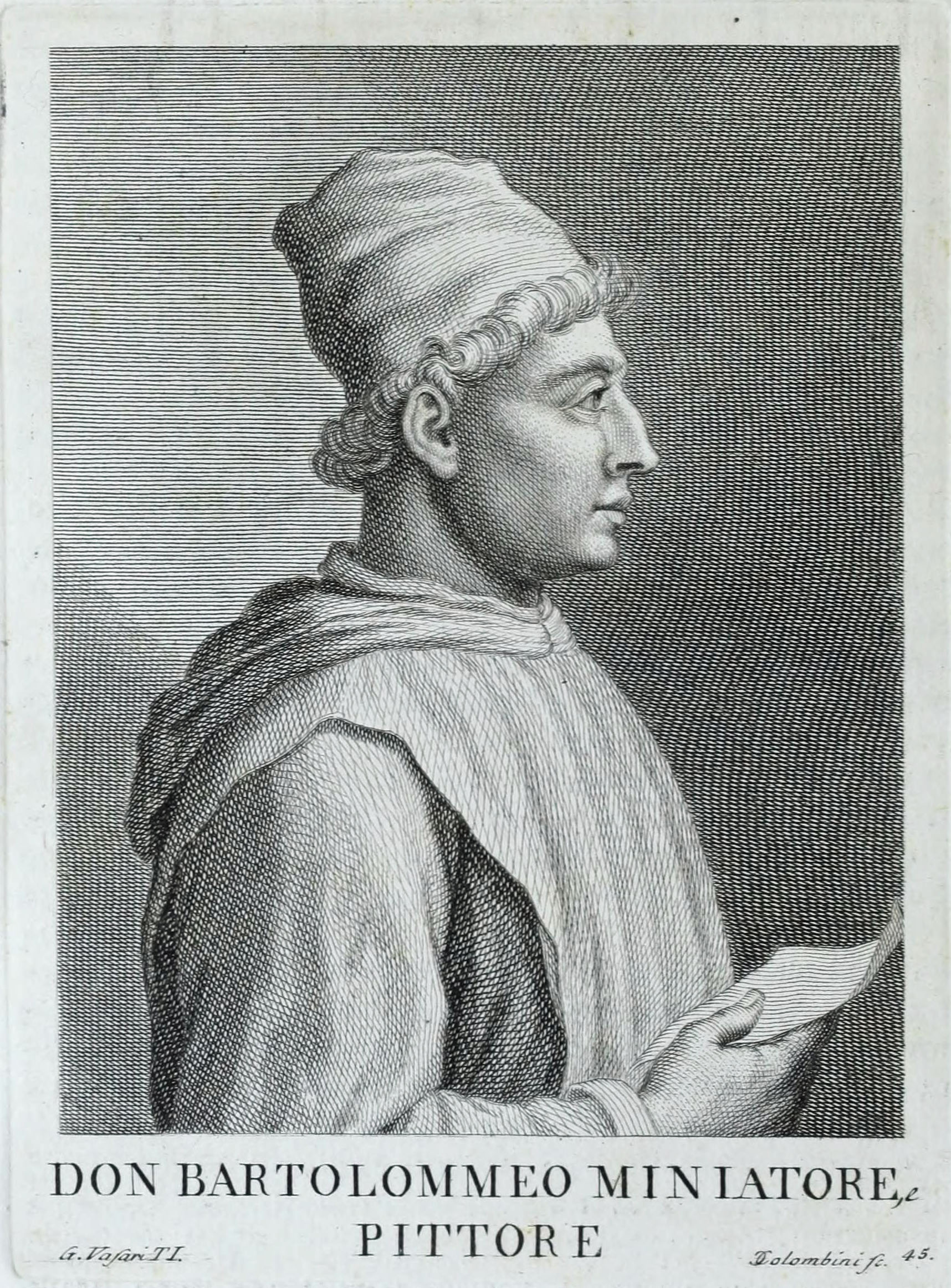
巴托多禄茂·德拉伽塔

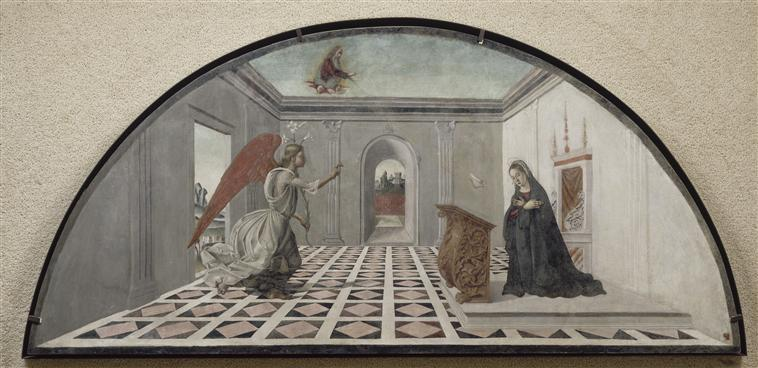
圣母领报

巴托多禄茂·德拉伽塔（Bartolomeo della Gatta，原名 Pietro di Antonio Dei，1448-1502 年），是一位意大利佛罗伦萨的画家、照明师和建筑师。他是金匠的儿子。他是巴托多禄茂修士的同事。 1468 年，巴托多禄茂成为嘉玛道理会 的修士，他的兄弟 尼各老 已经加入了这个修院。在领受圣职后，他将自己的名字改为巴托多禄茂。大约 1481 年，他被征召到罗马，绘制西斯汀小堂墙壁上的湿壁画系列。他与卢卡·西诺莱利合作。巴托多禄茂后来成为阿雷佐圣格肋孟修院的院长。他于 1502 年去世，葬于圣格肋孟修院。